# Macrodactylomyia magnicauda
Macrodactylomyia magnicauda är en tvåvingeart som beskrevs av Stefan Naglis 2002. Macrodactylomyia magnicauda ingår i släktet Macrodactylomyia och familjen styltflugor. Inga underarter finns listade i Catalogue of Life.